# كارلتون ميتشيل
كارلتون ميتشيل (بالإنجليزية: Carlton Mitchell)‏ هو لاعب كرة قدم أمريكية أمريكي، ولد في 6 أبريل 1988 في غينزفيل في الولايات المتحدة.

## وصلات خارجية
- كارلتون ميتشيل على موقع مرجع كرة القدم المحترفة.كوم (الإنجليزية)